# Jean-Michel Gonzalez
Jean-Michel Gonzalez (Bayonne, 10 luglio 1967) è un ex rugbista a 15 e allenatore di rugby a 15 francese, commissario tecnico della Francia femminile.

## Biografia
Formatosi rugbisticamente a Cambo-les-Bains, esordì in campionato con il Bayonne, squadra della sua città, nei Paesi Baschi francesi.
Esordì in Nazionale francese nel 1992, in un test match contro l'Argentina, e prese parte a tre edizioni consecutive del Cinque Nazioni, dal 1994 al 1996; fu anche presente alla Coppa del Mondo di rugby 1995 in Sudafrica, schierato da titolare in tutti gli incontri che la Francia disputò in tale edizione del torneo.
Dal 1994 al Pau e dal 1998 al Biarritz, con quest'ultimo club si laureò due volte campione di Francia.
Ritiratosi nel 2005, benché tesserato in tale stagione come giocatore/allenatore del Bayonne, nel novembre del 2008 è stato chiamato al Biarritz per assumerne la guida tecnica dopo l'esonero dell'allenatore; a sua volta, nel 2011, ha subìto l'allontanamento dall'incarico, sempre per scarsi risultati del club.
Tra le attività gestite fuori dal rugby, Gonzales è titolare di una ditta di equipaggiamento antincendio.

## Palmarès
- Campionati francesi: 1
Biarritz: 1999-2000; 2001-02
- Coppe di Francia: 2
Biarritz: 1999-2000